# Wapen van Burkina Faso

Huidig wapen van Burkina Faso

Het wapen van Burkina Faso toont een schild gemodelleerd naar de vlag van Burkina Faso, geplaatst voor twee speren en gedragen door twee witte hengsten. Boven het schild staat de naam van het land afgebeeld, eronder het nationale motto Unité, Progrès, Justice (Frans voor "Eenheid, Vooruitgang, Rechtvaardigheid").
De hengsten verwijzen naar de waardigheid van het volk van Burkina Faso; de speren staan voor de wil het vaderland te verdedigen. Tussen de speren staat een open boek afgebeeld als symbool van het streven naar wijsheid. De gierstaren links en rechts staan voor de landbouw van Burkina Faso.

Wapen van Burkina Faso onder Thomas Sankara

Het wapen is gebaseerd op het wapen van Opper-Volta, zoals het land tot 1984 heette. Dat jaar werd de naam door Thomas Sankara veranderd in Burkina Faso en werd een nieuw wapen in gebruik genomen, in de stijl van de socialistische heraldiek. Dit wapen (hier links afgebeeld) toonde een daba, een traditionele ploeg, een AK-47 en een rode ster in een tandwiel. Het huidige wapen is sinds augustus 1997 in gebruik.
Algerije · Angola · Benin · Botswana · Burkina Faso · Burundi · Centraal-Afrikaanse Republiek · Comoren · Congo-Brazzaville · Congo-Kinshasa · Djibouti · Egypte · Equatoriaal-Guinea · Eritrea · Ethiopië · Gabon · Gambia · Ghana · Guinee · Guinee-Bissau · Ivoorkust · Kaapverdië · Kameroen · Kenia · Lesotho · Liberia · Libië · Madagaskar · Malawi · Mali · Marokko · Mauritanië · Mauritius · Mozambique · Namibië · Niger · Nigeria · Oeganda · Rwanda · Sao Tomé en Principe · Senegal · Seychellen · Sierra Leone · Soedan · Somalië · Swaziland · Tanzania · Togo · Tsjaad · Tunesië · Westelijke Sahara · Zambia · Zimbabwe · Zuid-Afrika · Zuid-Soedan
Afhankelijke gebieden:
Brits Territorium in de Indische Oceaan · Canarische Eilanden · Ceuta · Melilla · Madeira · Mayotte · Réunion · Sint-Helena · Tristan da Cunha